# 植芝吉祥丸
植芝 吉祥丸（うえしば きっしょうまる、1921年6月27日 - 1999年1月4日）は武道家。日本の合気道の二代目の継承者。父は合気道開祖植芝盛平。次男は三代目道主植芝守央。

## 略歴
- 1921年6月27日、京都府何鹿郡綾部町（現綾部市）に植芝盛平の三男として生まれる。
- 1946年、府立六中（現東京都立新宿高等学校）、早稲田大学高等学院を経て、早稲田大学政治経済学部政治学科を卒業。
- 1948年、開祖盛平に代わり合気道本部道場の道場長となる。大学卒業後は新日本証券でサラリーマンの傍ら合気道を指導していたが、のちに合気道に専念するため会社を退職。
- 1967年、財団法人合気会理事長に就任。
- 1969年、開祖逝去により合気道二代道主を継承。
- 1986年、合気道普及発展の功により秋・藍綬褒章を受章。
- 1995年、春・勲三等瑞宝章を受章。
- 1996年、財団法人合気会会長に就任。他に国際合気道連盟会長、全国学生合気道連盟会長、財団法人日本武道館理事その他多くの要職を務める。
- 1999年、1月4日死去。日本国政府より正五位を賜る。

## 業績
昭和20年代の合気会は新規の入門者が中々集まらず、塩田剛三の養神館道場に対して劣勢であった。
吉祥丸はこの状況を挽回するために、
- 1950年（昭和25年）、機関紙『合気会報』（後の『合気道新聞』）を創刊し、全国の弟子に道場の動向や盛平の思想を伝える。
- 1956年（昭和31年）、百貨店・髙島屋東京店（日本橋店）屋上で、合気道初の一般公開演武会を開催。更に 1960年（昭和35年）には「第1回合気道演武大会」を開催。
- 1962年（昭和37年）、盛平監修・吉祥丸著による初の一般向け技術書『合気道』を出版。
- 昇級・昇段審査要項の制定…それまでは盛平が日頃の稽古を見て随時免状を与えていたが、審査で行う技・受審に必要な稽古日数を定めることで、地方でも独自に昇段審査が行えるようにした。また具体的な内容は西尾昭二が講道館の審査規定を基に作成した。
- 大学の部活動やカルチャーセンターを中心とする合気道の普及。
- ハワイ・フランス・ビルマといった海外各地への指導者の派遣。

といった当時としては革新的な試みを行い、合気道の全国的な普及に成功した。現在合気会は合気道界で最大勢力の合気道統括組織であり、日本国内100万人・世界全体で160万人ともいわれる合気道人口の8割を占める。